# Shaoshan
Shaoshan (cinese 韶山, pinyin Sháoshān) è una città della Cina di circa 100.000 abitanti, nota per essere il luogo natale di Mao Zedong. Importante base durante la Guerra civile cinese, è una delle zone dove maggiore risulta ancora l’ascendente del Grande Timoniere, il che ha portato allo sviluppo di un turismo particolarmente legato alla sua figura.